# Тынтесян, Егия
Егия́ Тынтеся́н (арм. Եղիա Տնտեսյան; 29 марта (10 апреля) 1834, Константинополь, Османская империя, ныне Стамбул, Турция 23 апреля (5 мая) 1881, там же) — армянский композитор, музыковед, педагог, издатель и общественный деятель.

## Биография
Записал европейской нотацией и опубликовал мелодии многих армянских церковных песнопений. Тынтесяну принадлежат работы по вопросам хазовых (невменных) записей армянского осмогласия. Был пропагандистом европейской системы музыкального образования и системы нотации; издавал армянские народные песни. Автор нескольких песен. Преподавал теорию музыки и церковное пение в Киликии (Аджин) и Иерусалиме.

## Сочинения
- Мелодическое содержание песнопений святой армянской церкви по восьми гласам. — Константинополь, 1864.  (арм.)
- Характеристика песнопений Св. церкви Армении. — Константинополь, 1874.; Стамбул, 1933.  (арм.)
- Нотный Шаракноц (Гимнарий). — Стамбул, 1934. древне (арм.)